# Цистин
Цисти́н (3,3'-дитио-бис-2-аминопропионовая к-та, дицистеин) — алифатическая серосодержащая аминокислота, бесцветные кристаллы, плохо растворимы в холодной воде (1:9000), растворимы в минеральных кислотах и органических растворителях.
Цистин — некодируемая аминокислота, представляющая собой продукт окислительной димеризации цистеина, в ходе которой две тиольные группы цистеина образуют дисульфидную связь цистина. Цистин содержит две аминогруппы и две карбоксильных группы и относится к двухосновным диаминокислотам.
В организме находятся в основном в составе белков.

## Биологическая роль

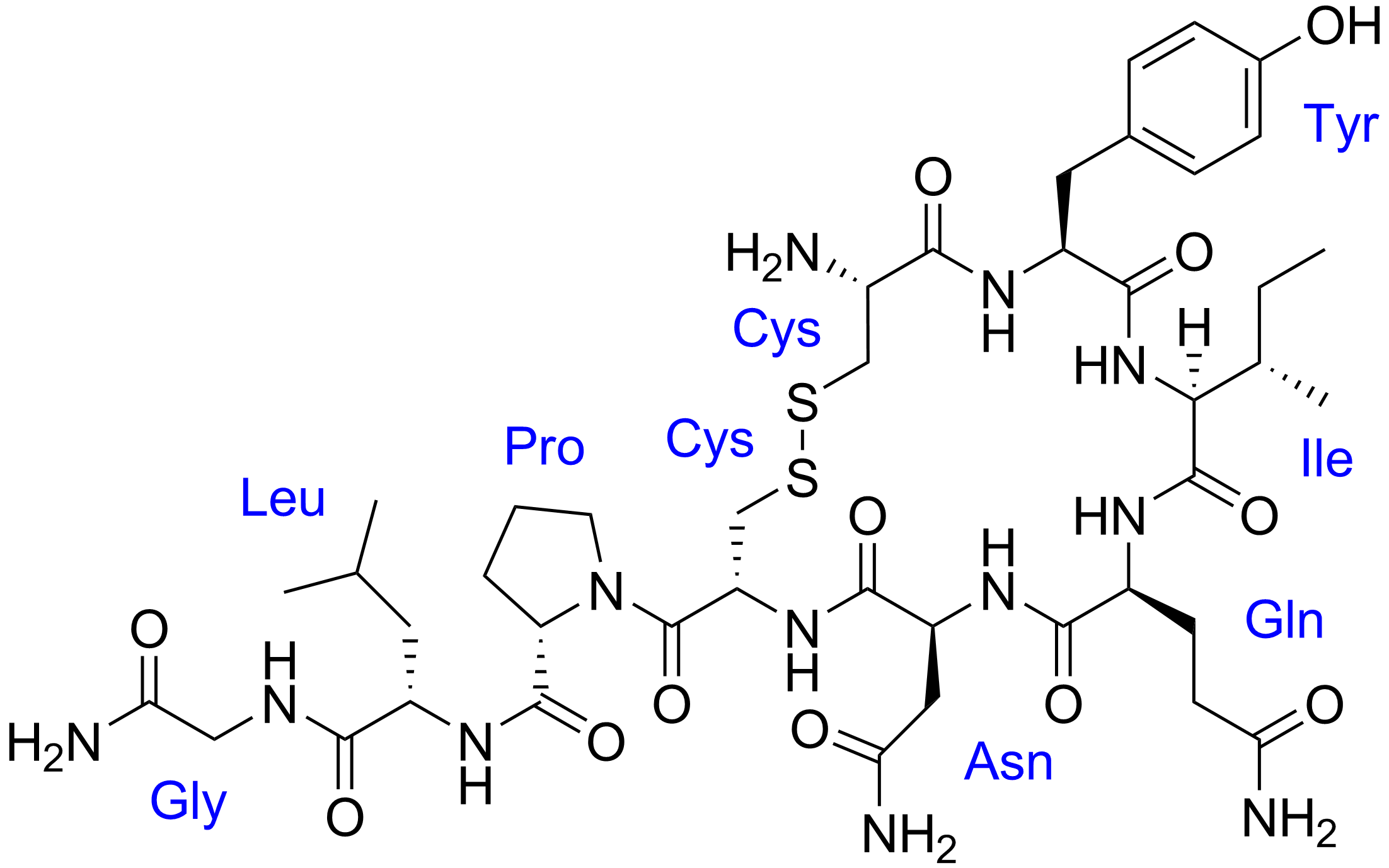
Структура окситоцина: пентапептидный цикл замыкается внутримолекулярным дисульфидным мостиком

Дисульфидные цистиновые мостики, образуемые цистеиновыми остатками в ходе посттрансляционной модификации белков, играют крайне важную роль в формировании и поддержании третичной структуры белков и пептидов и, соответственно, их биологической активности. Так, например, такие гормоны, как вазопрессин, окситоцин и соматостатин приобретают биологическую активность после образования внутримолекулярных дисульфидных мостиков, инсулин представляет собой две пептидные цепи, соединённые дисульфидными мостиками.
Образование многочисленных остатков цистина, соединяющих дисульфидными связями пептидные цепи в кератинах, обуславливает их высокую жесткость, так, в кератине волос содержание цистина (с цистеином) составляет ~18 %.

## Производство и применение
Производят окислением тиольных групп цистеина в щелочных растворах(щелочь-катализатор).
Является частью лекарственных препаратов. Мировое производство — десятки тонн в год.